# Fryšávka
La Fryšávka est une rivière de la République tchèque d'une longueur de 22 km qui coule dans la région de Vysočina. Elle est un affluent de la Svratka, qu'elle rejoint à Jimramov, dans le bassin du Danube.

## Source de la traduction
- (cz) Cet article est partiellement ou en totalité issu de l’article de Wikipédia en tchèque intitulé « Fryšávka » (voir la liste des auteurs).